# Європейська молодіжна картка

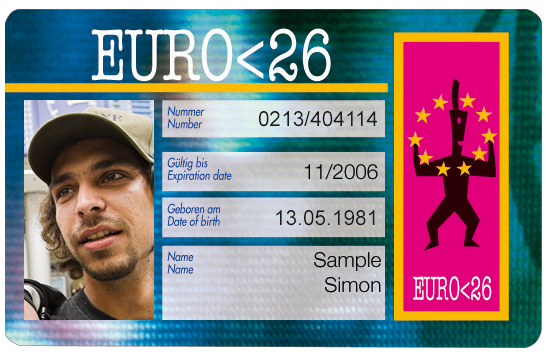

Європейська молодіжна картка «ЄВРО<26» (англ. European Youth Card Euro<26) — індивідуальна пластикова дисконтна картка для молодих людей. Картка також виконує функції міжнародного посвідчення особи, учня, студента.

## Про картку
Картка дійсна протягом одного року з дня отримання й оновлюється за бажанням власника щороку доти, поки власник не досягне віку 30 років. Нижня межа віку не регламентується. 
Картка визнана у 41 країні (країни Європи, США, Канада, Бразилія та інші країни). Картка є найпопулярнішою карткою в Європі. Картка має найбільшу в Європі дисконтну мережу — до 200 000 знижок, у тому числі 20 000 знижок у США та понад 1 800 знижок в Україні.
«EURO<26» є особистою карткою. У кожній з 41 країни, де ця картка діє, вона видається (випускається) єдиною національною організацією молодіжної картки, визнаною національними органами влади і яка є членом Європейської асоціації молодіжної картки (ЄАМК) (англ. European Youth Card Association (EYCA)).
Кожний член ЄАМК запроваджує (встановлює) знижки, переваги (вигоди), надає послуги та інформацію власникам карток. Картка надає до 200 000 знижок у різних сферах життя:
- Культура: театри, кіно, концерти, музеї, культурні події.
- Транспорт: автобуси, поїзди, пороми, авіатранспорт.
- Подорожі: проживання, holiday trips, мовні курси.
- Послуги: страховка, helplines.
- Магазини: компакт-диски, книги та інші товари.

## Переваги
- Одержання знижок під час придбання товарів і послуг у фірм-учасниць програми «Європейська молодіжна картка EURO<26» в Україні і під час закордонних подорожей в кожну з країн Європи, що входять у систему EURO<26.
- Отримання інформації про проекти і програми для молоді.
- Участь у лотереях із призами від «Європейська молодіжна картка EURO<26» , які здійснюються серед власників карток на радіоканалах і в пресі.
- Можливості для участі в молодіжних проектах, що провадяться під еґідою «Європейська молодіжна картка EURO<26». Включення  молодих людей в систему «Європейська молодіжна картка EURO<26»  має економічну доцільність та підвищує їх активність, мобільність та інформованість.

## Правила користування
1. Дисконтна пластикова картка «Європейська молодіжна картка EURO<26» дійсна в 41 країні Європи, де діє дисконтна система «EURO<26», незалежно від місця отримання. Відмітним знаком системи є логотип «Європейська молодіжна картка EURO<26», яким позначають свої установи підприємства-учасники системи.
2. Картка дійсна до зазначеної на ній дати включно. Картка вважається не дійсною, якщо у неї внесено помилкові дані. За правильність внесених даних відповідальність несе власник картки.
3. Використовувати картку може тільки її власник.
4. Загублена картка не поновлюється.
5. Для одержання знижки при вчиненні покупки або оплаті послуг власнику необхідно заздалегідь попередити продавця або касира про наявність картки і пред'явити її.
6. У випадку, якщо підприємство надає знижки за пластиковими картками різноманітних дисконтних систем, або за своїми власними купонами (листівками), власнику картки дається право вибору знижки при здійсненні оплати, крім, таким чином, надання знижки на знижку.
7. Підчас оформленні знижки підприємством-партнером використовується спеціальний торговий чек. Власник картки перевіряє правильність оформлення чека і розписується у відповідній графі. Оформлення чека не є обов'язковим, підприємства-учасники самостійно приймають рішення про механізм оформлення знижки.
8. У готелях необхідно попереднє резервування місць телефоном або факсом.

В разі відмови в наданні знижки власнику картки необхідно зателефонувати до офісу «Європейська молодіжна картка EURO<26» у відповідній країні.

## Ідея та розвиток
Метою організацій «Європейська молодіжна картка EURO<26» є надання молоді можливості доступу до культурних заходів і подій, забезпечення мобільності молоді, а також надання послуг та інформації, необхідної для прийняття свідомих і обдуманих рішень. Будучи організаціями на регіональному чи національному рівні, вони здатні відповідати вимогам місцевих власників карток та пропонувати їм користування перевагами одночасно у всій Європі.

### Зростання системи
У 1987 році національна молодіжна картка була введена у п'яти європейських країнах, надаючи знижки та переваги (привілеї) в культурі, відпочинку, спорті, подорожах, інформації, товарах і послугах на національному рівні. Усвідомлюючи загальну мету (цілі), організації молодіжної картки започаткували європейську співпрацю з метою зробити всі переваги власників картки доступними в кожній з п'яти країн. Така взаємодія між п'ятьма системами карток започаткувала розвиток єдиної європейської молодіжної картки ЄВРО<26 — Ліссабонський протокол означив початок реального існування картки в Європі.
Починаючи з 1987, кожного року відбувалось зростання: приєднувались нові країни, більше молоді отримували картки, до яких додавались нові переваги та послуги. На 1997 рік більше 2,5 мільйонів молоді у 25 європейських країнах мали молодіжні картки із логотипом ЄВРО<26. На 2009 рік власників карток стало близько 5 мільйонів. Організації молодіжної картки співпрацювали через Європейську асоціацію молодіжної картки. У 1991 Рада Європи підтримала картку, прийнявши часткову угоду (Partial Agreement) стосовно молодіжної картки, визнаючи її як інструмент підтримки мобільності молоді в Європі.

### Проекти, що сприяють підтримці мобільності молоді та участі її суспільному житті
- Принцип взаємодії (поєднання) переваг забезпечує власників ЄВРО<26 перевагами та інформацією стосовно транспорту, житла, дорожньої страховки, культурних подій, відпочинку та спорту як в межах власної країни, так і на міжнародному рівні. Це допомагає їм бути більш мобільними в своїй країні і заохочує їх до подорожей за кордон.

- Картки ЄВРО<26 закладають фундамент європейського способу життя молоді, фундамент нових можливостей в Європі.

- Журнали та інформаційні бюлетені окреслюють європейські цілі. Просуваються такі теми (гасла), як «Європа без перешкод» та «За толерантність» та такі проекти, як обміни ЄВРО<26. Власники карток заохочуються до зворотного зв'язку, до визначення питань (проблем), з якими стикається молодь, до активної участі у запровадженні та підтримці молодіжної картки.

### Канали інформації
Інформація про дисконтні програми для власників карток ЄВРО<26 надається через: 
- щорічні довідники (путівники), журнали — зараз видаються майже 20-ма організаціями молодіжної картки з накладом понад 2.500.000
- інформаційні бюлетені, helpdesks (інформаційні столи) та інтернет-сторінки.
- спеціалізовані інформаційні агенції чи канали зв'язку, що надаються молодіжною карткою.

## Організації EURO<26
Організації ЄВРО<26 працюють на некомерційних засадах у партнерстві з іншими молодіжними організаціями, регіональними чи національними громадськими агенціями та приватними спонсорами, та іноді частково ними фінансуються. Філософія організацій молодіжної картки така, що картка є інструментом довіри і забезпечення прав молоді, інструментом, який може бути використаний багатьма організаціями, що займаються наданням молоді різних послуг та соціального захисту. 
ЄАМК співпрацює з Радою Європи, Європейською Комісією, Європейською молодіжною інформаційною та дорадчою агенцією (ЄІМДА), Eurodesk, Міжнародною студентською та дорожньою конфедерацією, Федерацією Європейського Союзу асоціацій молодіжних гуртожитків.

## Страхова картка EURO<26
28 жовтня 2002 укладено угоду зі страховою компанією «Алькона» (нова назва компанії — HDI СТРАХУВАННЯ) на предмет забезпечення страхових послуг власникам картки «ЄВРО<26». Витрати, які оплачує СК HDI СТРАХУВАННЯ:
- Страхова сума: 30.000 євро.
- Період страхування: 1 рік з обмеженим терміном перебування за кордоном 90 днів.
- Страховий платіж — 5 євро (у гривнях по курсу).
- Оплата проводиться в гривнях по курсу НБУ на день оплати.

### Молодіжна програма
- Оплата витрат, які виникли при наданні невідкладної медичної допомоги застрахованому при раптовому захворюванні або нещасному випадкові амбулаторно (до 300 у.о.), у стаціонарних умовах в палаті стандартного типу, включаючи медикаменти (в межах страхової суми). Транспортування до найближчого медичного закладу (до 500 у.о.).
- Репатріація у випадку хвороби або смерті внаслідок нещасного випадку або раптового захворювання (за узгодженням з Асістанс) (у межах страхової суми).
- Невідкладна стоматологічна допомога на суму не більше 150 у.о.

Перед зверненням до лікаря необхідно погодити свої дії з Асістанс.

### Гірськолижний спорт
Нова страхова програма, передбачена для любителів гірськолижного спорту.

## EURO<26 в Україні
Функції центрального офісу EURO<26 в Україні виконує Молодіжний інформаційний центр «Євро<26—Зарево», головою правління якого є Віктор Генералюк. Адреса офісу: 01010, м. Київ, вул. І.Мазепи, 6, оф. 6.

## Виноски
1. ↑  http://www.eyca.org [Архівовано 13 травня 2022 у Wayback Machine.] EYCA
2. ↑  Архівована копія. Архів оригіналу за 2 травня 2016. Процитовано 21 червня 2019.{{cite web}}:  Обслуговування CS1: Сторінки з текстом «archived copy» як значення параметру title (посилання) [Архівовано 2016-05-02 у Wayback Machine.]
3. ↑  Довідник «Хто є хто в молодіжній політиці України»[недоступне посилання з червня 2019]